# کلیسای بانوی لا خنکرا
کلیسای بانوی لا خنکرا (به اسپانیایی: Iglesia de Nuestra Señora de la Junquera)، کلیسایی نیمه‌مخروبه در روستای لوئسما واقع در استان ساراگوسا، اسپانیا است. بنای کلیسا در سده ۱۶ تا ۱۷ میلادی تکمیل شد. در معماری کلیسا از سبک‌های باروک و مُدجن تأثیر گرفته شده‌است.

## نگارخانه

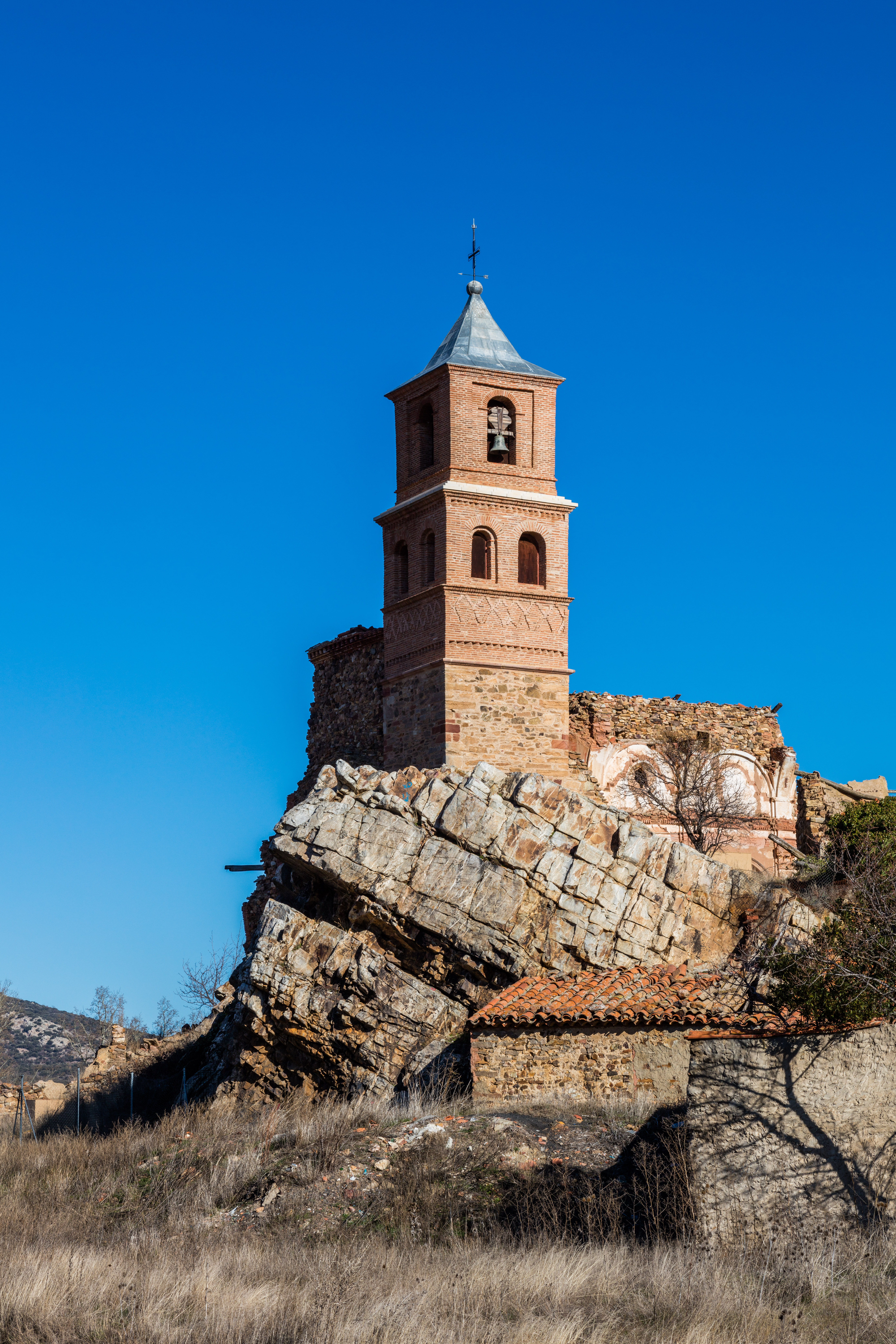
کلیسای بانوی لا خنکرا
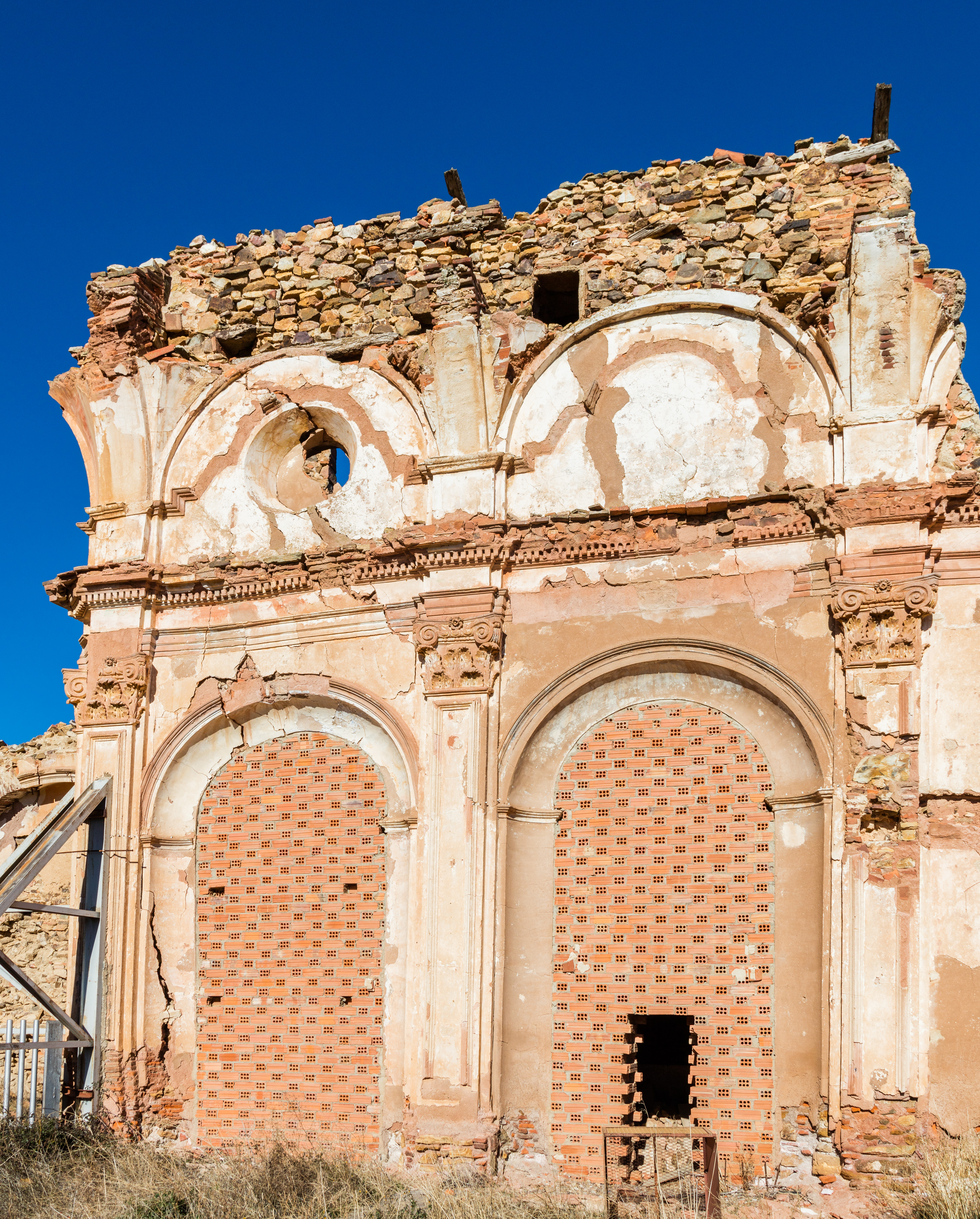
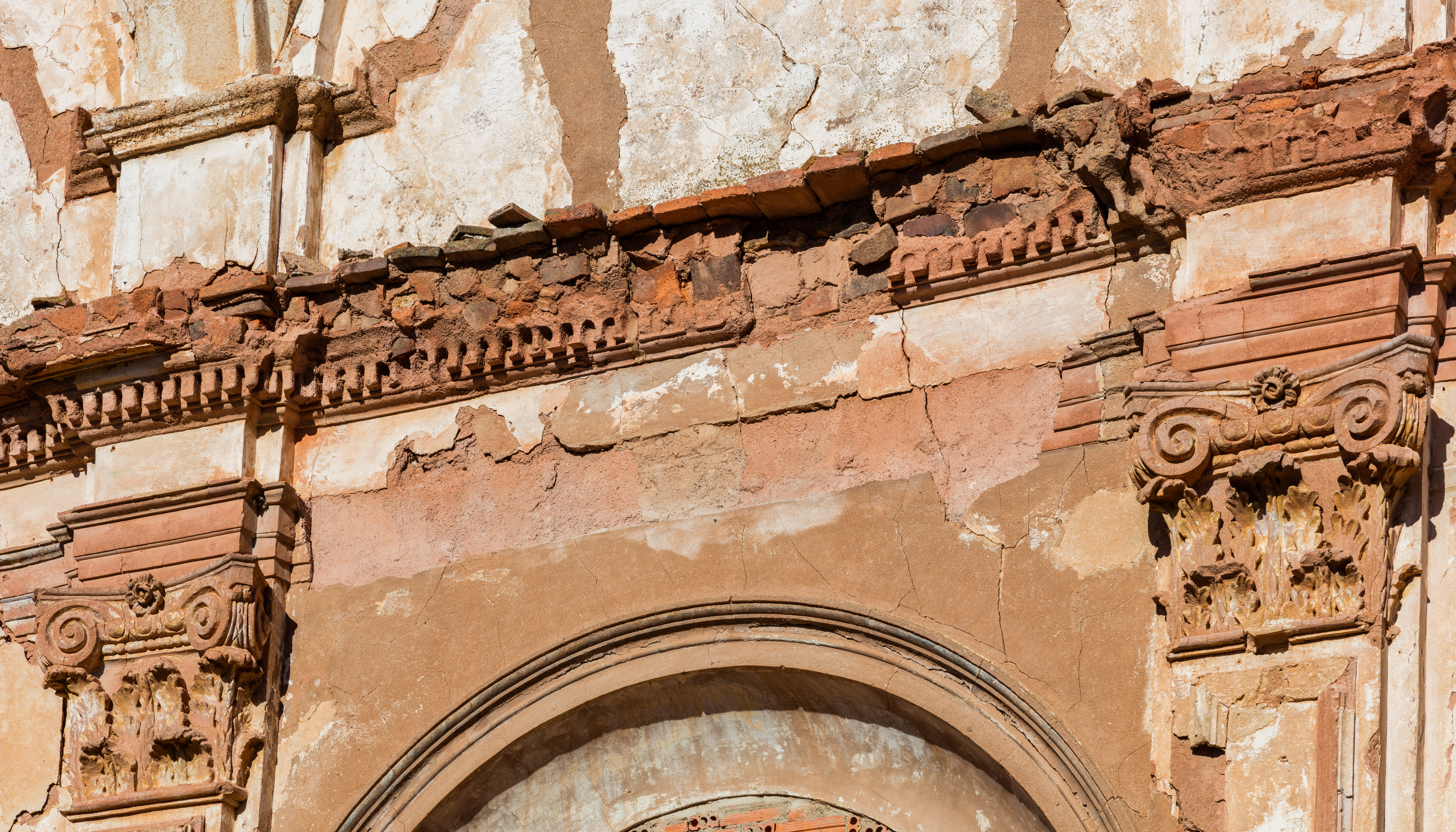
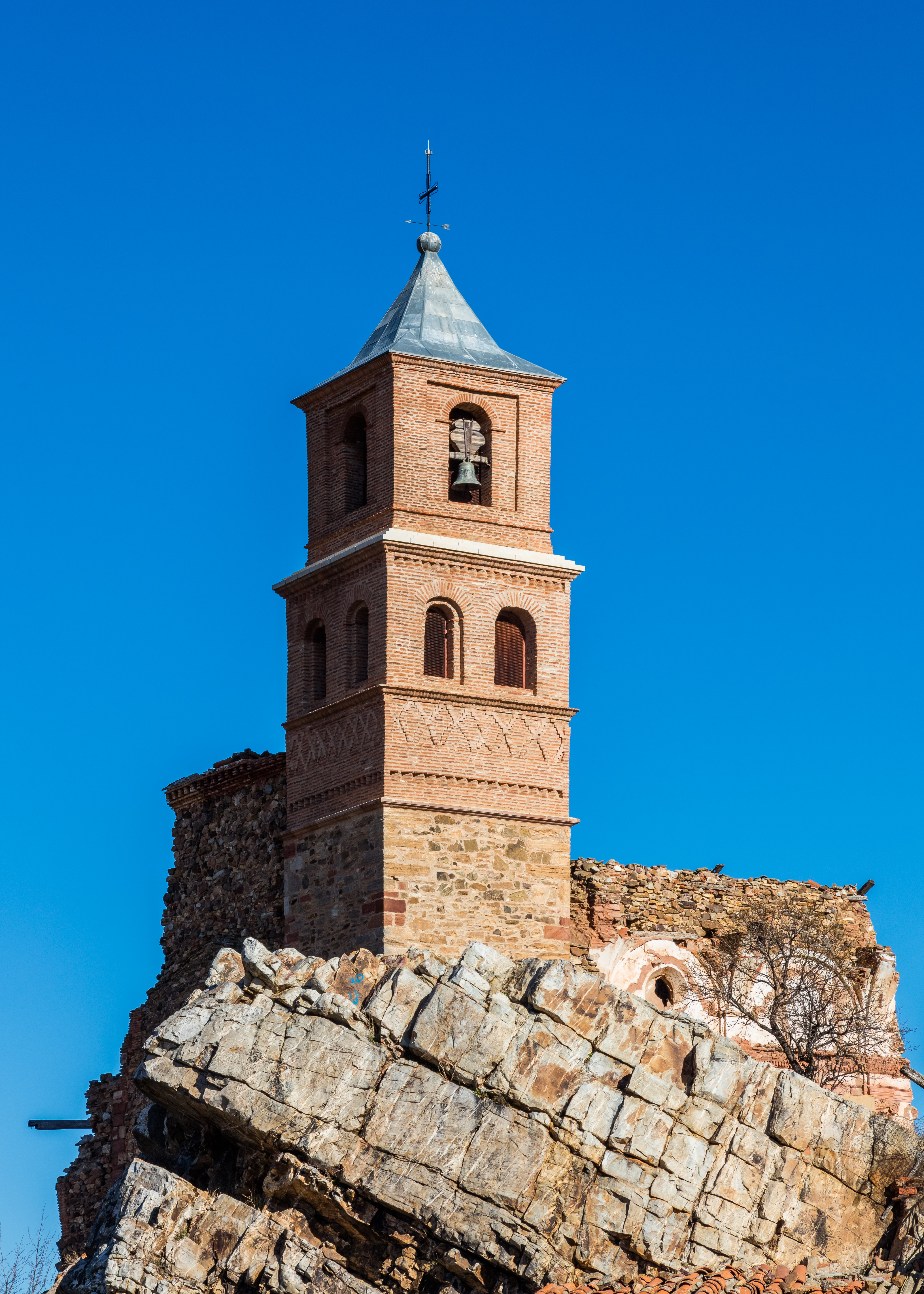
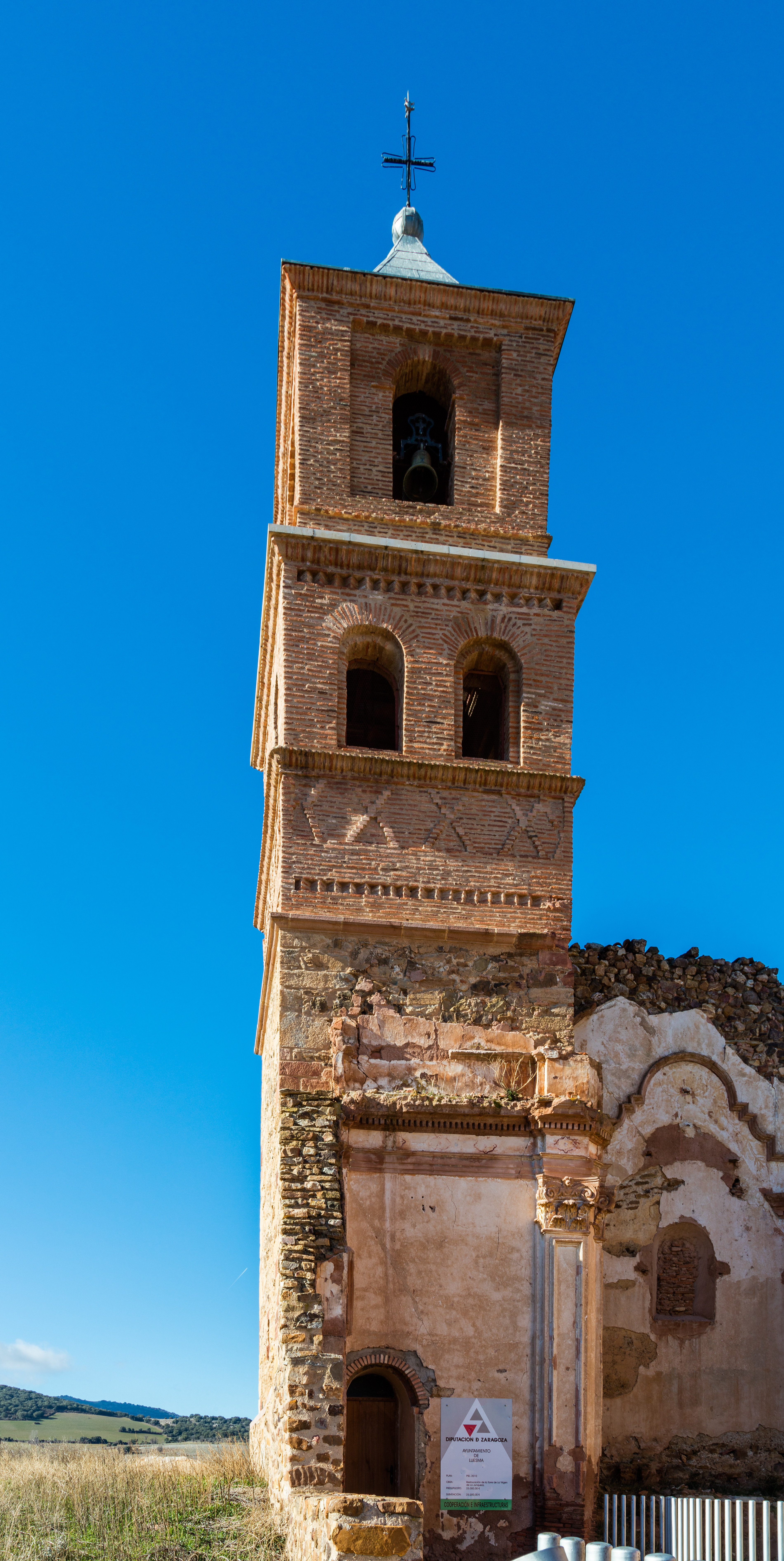